# Liberalism conservator
Liberalismul-conservator are următoarele caracteristici:
- Neoliberalism, taxe mici, privatizare; partidele liberal-conservatoare au obiceiul de a introduce o cotă unică de impozitare.
- În contrast cu celelalte idei liberale, resping politica social-progresivistă, de exemplu căsătoria persoanelor de același sex.
- Sprijinirea globalizării economice, a politicii SUA, și a NATO.
- Respingerea parțială a multiculturalismului.
- Atitudine conservatoare față de biserică; asta contravine princiipilor liberale non-conservatoare, care consideră separația statului și a bisericii un element important.

Partide liberal-conservatoare:
- Croația: Partidul popular Croat și Partidul Social Liberal Croat
- Danemarca: Partidul Liberal din Danemarca
- Estonia: Partdului Estonian de Reformă
- Germania: Partidul Liber-Democrat
- Irlanda: Democrații Progresiviști
- Lituania: Uniunea Liberalilor și a centriștilor
- Olanda: Partdul Popular pentru Libertate și Democrație,  Partid Pentru Libertate
- Peru: Acțiunea Populară
- România: Partidul Național Liberal (PNL)
- Serbia: G17 Plus și Liberalii din Serbia
- Spania: Convergența Democratică din Catalunia
- Elveția: Partidul Liber-Gânditorilor Democarați din Elveția și Partidul Liberal din Elveția.

A nu se confunda cu conservatorismul liberal, care este o formă a conservatorismului.